# District d'Évron
Le district d'Évron ou de Sainte-Suzanne est une ancienne division territoriale française du département de la Mayenne de 1790 à 1795.
Il était composé des cantons de Evron, Sainte Suzanne, Assé le Béranger, Chemeré le Roi, Connée, Courcité, Izé, Saint Gemmes et Vaiges.